# NGC 6496
NGC 6496 ist ein metallreicher, galaktischer Kugelsternhaufen im Sternbild Skorpion auf der Ekliptik. Er ist schätzungsweise 36.800 Lichtjahre von der Sonne entfernt und hat ein Alter von rund 10,5 Milliarden Jahren. NGC 6496 gilt als äußerst metallreicher Sternhaufen.
Das Objekt wurde im Jahr 1826 von dem Astronomen James Dunlop mithilfe eines 9-Zoll-Teleskops entdeckt.